# Tuberolachnus
Tuberolachnus är ett släkte av insekter som beskrevs av Alexandre Mordvilko 1908. Enligt Catalogue of Life ingår Tuberolachnus i familjen långrörsbladlöss, men enligt Dyntaxa är tillhörigheten istället familjen barkbladlöss.
Kladogram enligt Catalogue of Life och Dyntaxa:
| Tuberolachnus | \| \| Tuberolachnus salignus \| \| \| \| \| \| Tuberolachnus scleratus \| \| \| \| |
|               | \| \| Tuberolachnus salignus \| \| \| \| \| \| Tuberolachnus scleratus \| \| \| \| |
|               | Tuberolachnus salignus                                                             |
|               |                                                                                    |
|               | Tuberolachnus scleratus                                                            |
|               |                                                                                    |